# 拉费雷
拉费雷（法語：La Férée，法語發音：[la feʁe]）是法国大東部大區阿登省的一个市镇，属于沙勒维尔-梅济耶尔区。

## 地理
拉费雷（49°45'47"N, 4°18'8"E）面积11.01 平方千米，位于法国大東部大區阿登省，该省份为法国北部内陆省份，西接埃纳省，南至马恩省，东临默兹省，北与比利时接壤。
与拉费雷接壤的市镇（或旧市镇、城区）包括：阿乌斯特、布朗什福斯和拜、勒弗雷蒂、利亚尔、马朗韦、圣让欧布瓦。

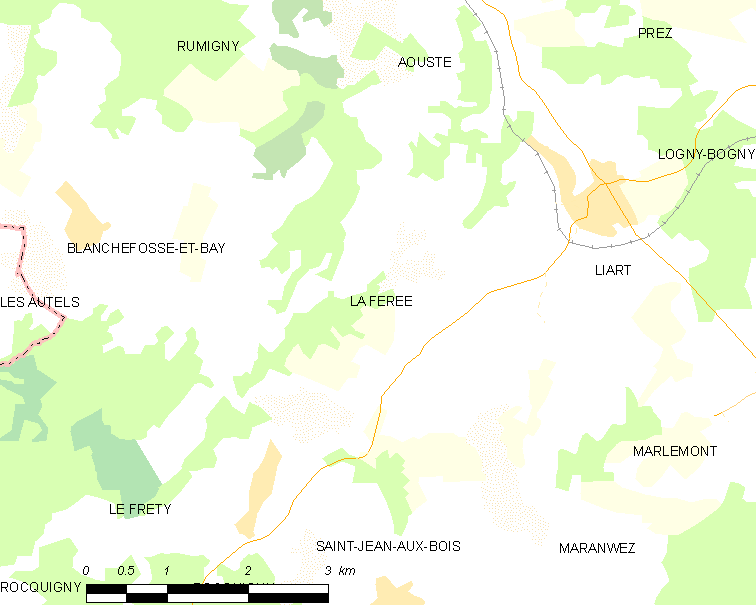
拉费雷的OSM定位图

拉费雷的时区为UTC+01:00、UTC+02:00（夏令时）。

## 行政
拉费雷的邮政编码为08290，INSEE市镇编码为08167。

## 政治
拉费雷所属的省级选区为锡尼拉拜县。

## 人口

1962-2008年间拉费雷人口变化图示

拉费雷于2022年1月1日时的人口数量为70人。